# Anton Martelanc
Anton Martelanc, slovenski gradbenik, podjetnik in javni delavec, * 16. december 1863, Barkovlje, † 20. december 1951, Trst.

## Življenje in delo
Rodil se je v družini lastnika podjetja za nakladanje in razkladanje balasta in vinogradnika Antona in gospodinje Marije Ane Martelanc rojene Starc. Izučil se je za zidarja  in se kot družbenik priključil bratovemu gradbenemu podjetju Ivan Martelanc & drugi. Delal je v podjetju, živahno pa je sodeloval tudi na prosvetnem in gospodarskem področju v Barkovljah in Trstu. Več let je bil predsednik Gospodarskega in konsumnega društva v Barkovljah, član Tržaške  hranilnice in posojilnice, član Ciril-Metodove družbe, Čitalnice, Sokola in pevskega zbora Adrija.